# بامبوس (موريشيوس)
بامبوس هي بلدة من بلدات موريشيوس تقع في مقاطعة النهر الأسود. يبلغ عدد سكانها 15,345 نسمة وذلك حسب إحصائيات سنة 2011.

## الرياضة
استضافت البلدة عدة أحداث رياضية مثل بطولة أفريقيا لألعاب القوى 2006 وبطولة ألعاب القوى الأفريقية للناشئين 2009.